# تپه چم پایی
تپه چم پایی مربوط به هزاره سوم قبل از میلاد است و در شهرستان مهران، روستای چنگوله قدیم واقع شده و این اثر در تاریخ ۱۰ مهر ۱۳۸۰ با شمارهٔ ثبت ۳۹۸۷ به‌عنوان یکی از آثار ملی ایران به ثبت رسیده است.